# Ancylometes japura
Espèce
Ancylometes japura est une espèce d'araignées aranéomorphes de la famille des Ancylometidae.

## Distribution
Cette espèce est endémique d'Amazonas au Brésil,. Elle se rencontre vers le rio Japurá.

## Description
La femelle holotype mesure 32,2 mm.

## Systématique et taxinomie
Cette espèce a été décrite par Höfer et Brescovit en 2000.

## Étymologie
Son nom d'espèce lui a été donné en référence au lieu de sa découverte, le rio Japurá.

## Publication originale
- Höfer & Brescovit, 2000 : « A revision of the Neotropical spider genus Ancylometes Bertkau (Araneae: Pisauridae). » Insect Systematics & Evolution, vol. 31, no 3, p. 323-360.